# Відокремлення Республіки Сербської

Розташування Республіки Сербської (помаранчевий) та району Брчко (зелений) в Боснії та Герцеговині

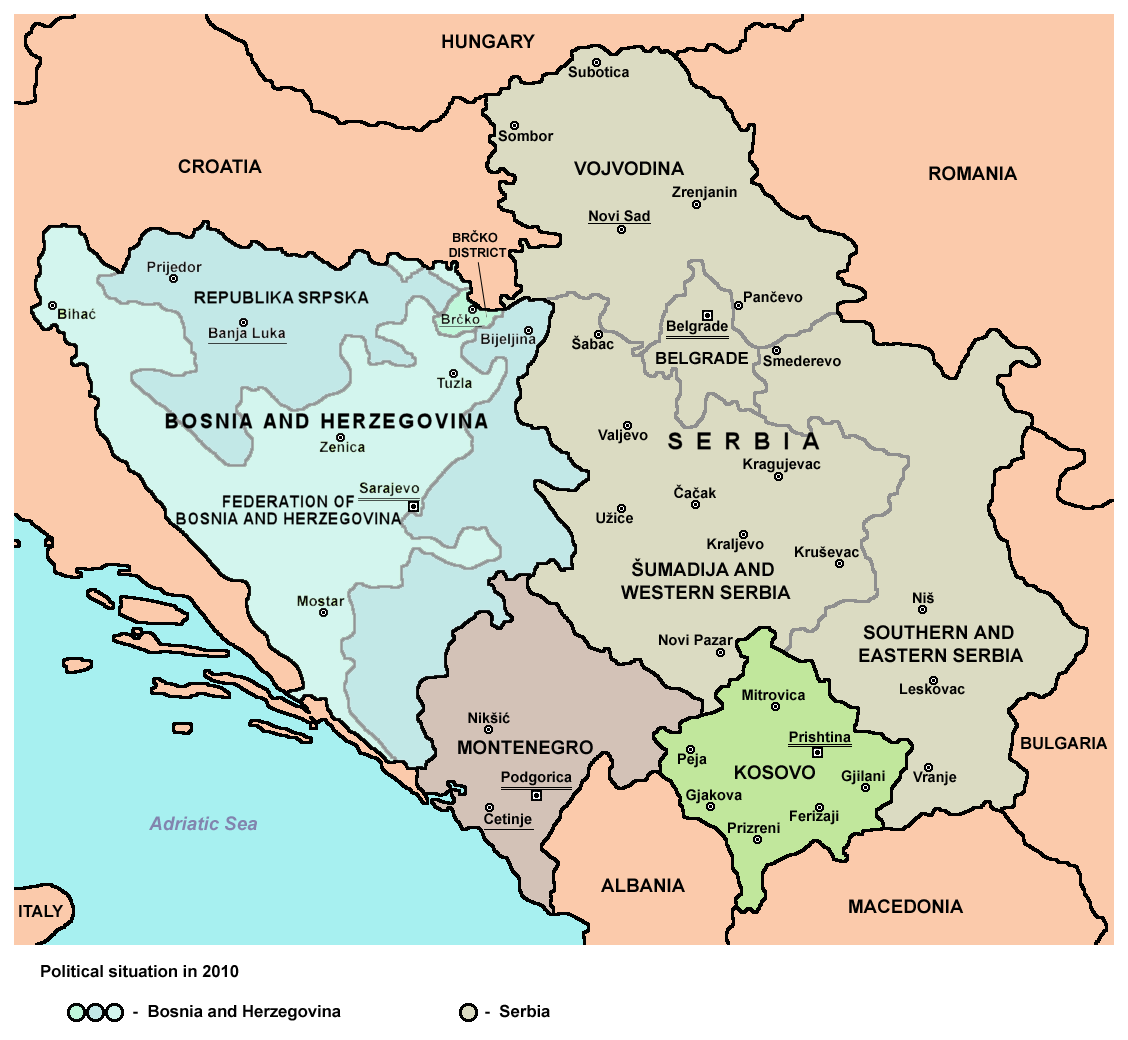
Центральний регіон колишньої Югославії (Республіка Сербська позначена рожевим кольором)

Дейтонська угода закінчила війну в Боснії та створила федеративну республіку Боснія та Герцеговина (БіГ), до складу якої входять боснійська та заселена хорватами Федерація Боснії та Герцеговини (ФБІГ) та Республіка Сербська (РС). Хоча в перші роки після війни боснійських сербів розглядали як «антидейтонських», з 2000 року вони є твердими прихильниками Дейтонської угоди та збереження РС. Боснійці, як правило, розглядають РС як нелегітимну а в РС пропонується референдум про незалежність БіГ. Референдум про незалежність Чорногорії 2006 року та проголошення незалежності Косово у 2008 році підняли можливість проведення референдуму та об'єднання із Сербією.  У 2015 році, після судової та поліцейської кризи, правлячий Альянс незалежних соціал-демократів заявив, що в 2018 році він проведе референдум про незалежність, якщо автономія РС не буде збережена.

## Передумови

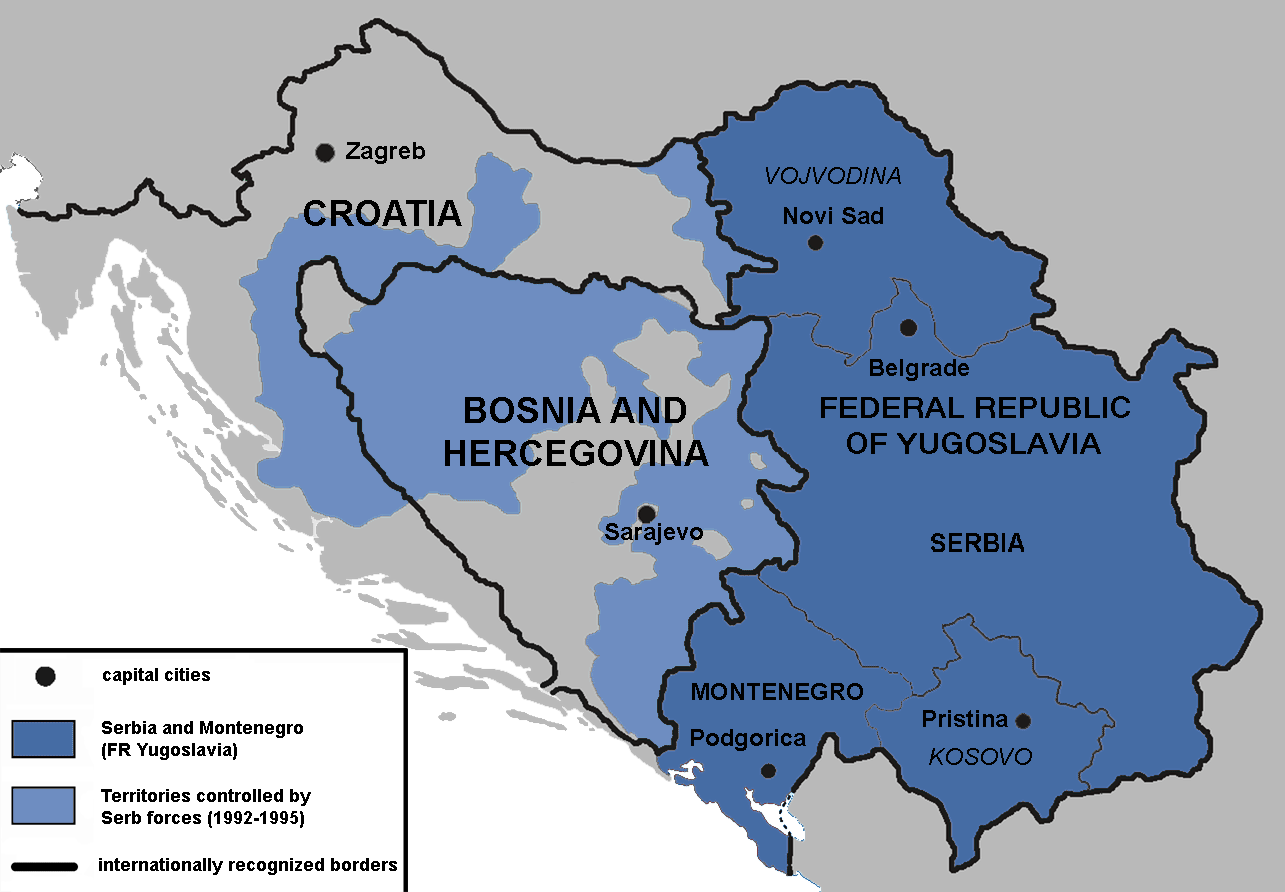
Контроль сербів під час югославських війн

Під час югославських воєн метою Республіки Сербської (підконтрольної сербам території в Соціалістичній Республіці Боснія і Герцеговина) було об'єднання з рештою тих, що вважалися сербськими землями — Республікою Сербська Крайна (РСК, в Хорватії), Республікою Сербії та Республіки Чорногорія — у Союзній Республіці Югославія). Об'єднана Сербська Республіка була проєктом об'єднання РС і РСК до анексії «державою-матіркою Сербією».
Політичне керівництво сербів та хорватів домовилося про поділ БіГ із засіданням Караджорджево 1991 року та угодою в Граці 1992 року, що призвело до тристороннього поділу країни. Сербсько-хорватські переговори також призвели до того, що хорватські сили протистояли проти боснійської армії у хорватсько-боснійській війні (1992—1994). Боснійська республіка була частиною запропонованої угоди в Граці. Дейтонська угода в листопаді — грудні 1995 р. Закінчила війну і створила федеративну республіку Боснія і Герцеговина, до складу якої входили Федерація Боснії та Герцеговини (ФБІГ), де мешкали боснійці та хорвати, та Республіка Сербська, населена сербами. За словами Нільса ван Віллігена, «тоді як боснійські хорвати та боснійські серби могли ідентифікувати себе відповідно з Хорватією або Сербією, відсутність босненської держави зробило боснійців твердими зобов'язаннями щодо Боснії як єдиного політичного утворення».

## Історія

### Після війни
12 вересня 1996 р. Президент Республіки Сербської Біляна Плавшич закликала до її відокремлення та об'єднання з Союзною Республікою Югославією; оскільки це суперечило Дейтонській угоді, однак Організація з безпеки та співробітництва в Європі змусила її відмовитись від своєї рекомендації. Того року з'явилася пропаганда підтримки боснійської держави.

### 2000-ті
Незважаючи на те, що незабаром після війни боснійських сербів розглядали як «антидейтонських», вони є твердими прихильниками Дейтонської угоди та збереження РС з 2000 року.  Боснійська партія Боснії та Герцеговини закликала скасувати РС. У 2003 році Олександр Йокіч писав, що міжнародна політика, що розділяє Косово та приєднує Республіку Сербську до Сербії та Чорногорії, забезпечує «довгострокову безпеку та стабільність для регіону».
15 червня 2006 року в Баня-Луці відбулася демонстрація, яка підтримала референдум про незалежність Республіки Сербської, якщо Косово стане незалежним. Наступного року відкритий лист з вимогою про проведення референдуму про незалежність був представлений Національним зборам Республіки Сербської . У 2007 році боснійські та боснійсько-хорватські члени президентства Боснії та Герцеговини закликали скасувати свої етнічні утворення. У 2007 році, за словами Валіда Фареса, Республіка Сербська повинна мати такий самий статус, як Косово.

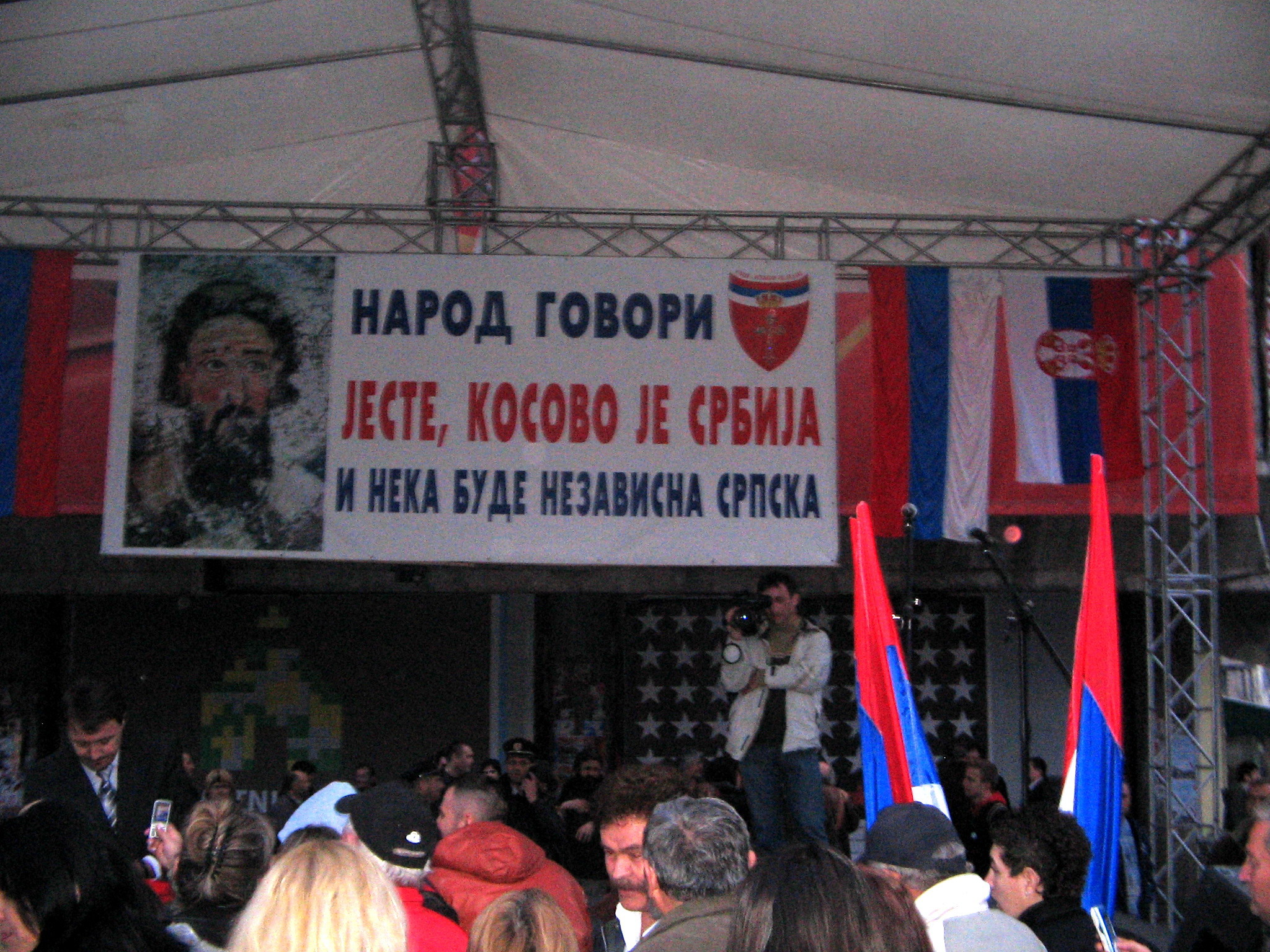
Протест Баня-Луки проти проголошення незалежності Косово, 27 березня 2008 р. На банері написано: "Люди кажуть: " Так, Косово — це Сербія. Нехай [Республіка] Сербська стане незалежною '.

З моменту проголошення Косово незалежності у 2008 році, боснійсько-сербські націоналісти закликали Мілорада Додіка виконати обіцянку провести референдум. З тих пір Додік заявив, що проводитиме референдум лише за умови загрози автономії Республіки Сербської. Законодавці боснійських сербів ухвалили резолюцію 21 лютого 2008 року із закликом провести референдум про незалежність, якщо більшість членів ООН, особливо члени Європейського Союзу (ЄС), визнають проголошення незалежності Косова. Після прийняття резолюції США скоротили допомогу Альянсу незалежних соціал-демократів (SNSD), а ЄС засудив резолюцію. Згідно з Радою з імплементації миру (PIC), яка курирує Боснію і Герцеговину, суб'єкти країни не мають права відокремлюватися. Високий представник у Боснії та Герцеговині Мирослав Лайчак заявив, що РС «абсолютно не має права» відокремлюватися, і він буде використовувати свої бонські повноваження «якщо існують загрози миру та стабільності» або Дейтонській мирній угоді: "Республіка Сербська не має права відокремитись від БіГ, в той же час ніхто не може в односторонньому порядку скасувати Республіку Сербську ". Додік заявив в інтерв'ю, що якщо більшість країн визнають самопроголошену незалежність Косово, це узаконить право на відокремлення: "Ми не бачимо жодної причини, чому б нам не було надано право на самовизначення, право, передбачене міжнародними конвенцій ". Президент Сербії Борис Тадіч заявив, що Сербія не підтримує розпад Боснії та Герцеговини і, як гарант Дейтонської угоди, яка забезпечила мир у Боснії, підтримує територіальну цілісність Боснії .

### 2010-ті

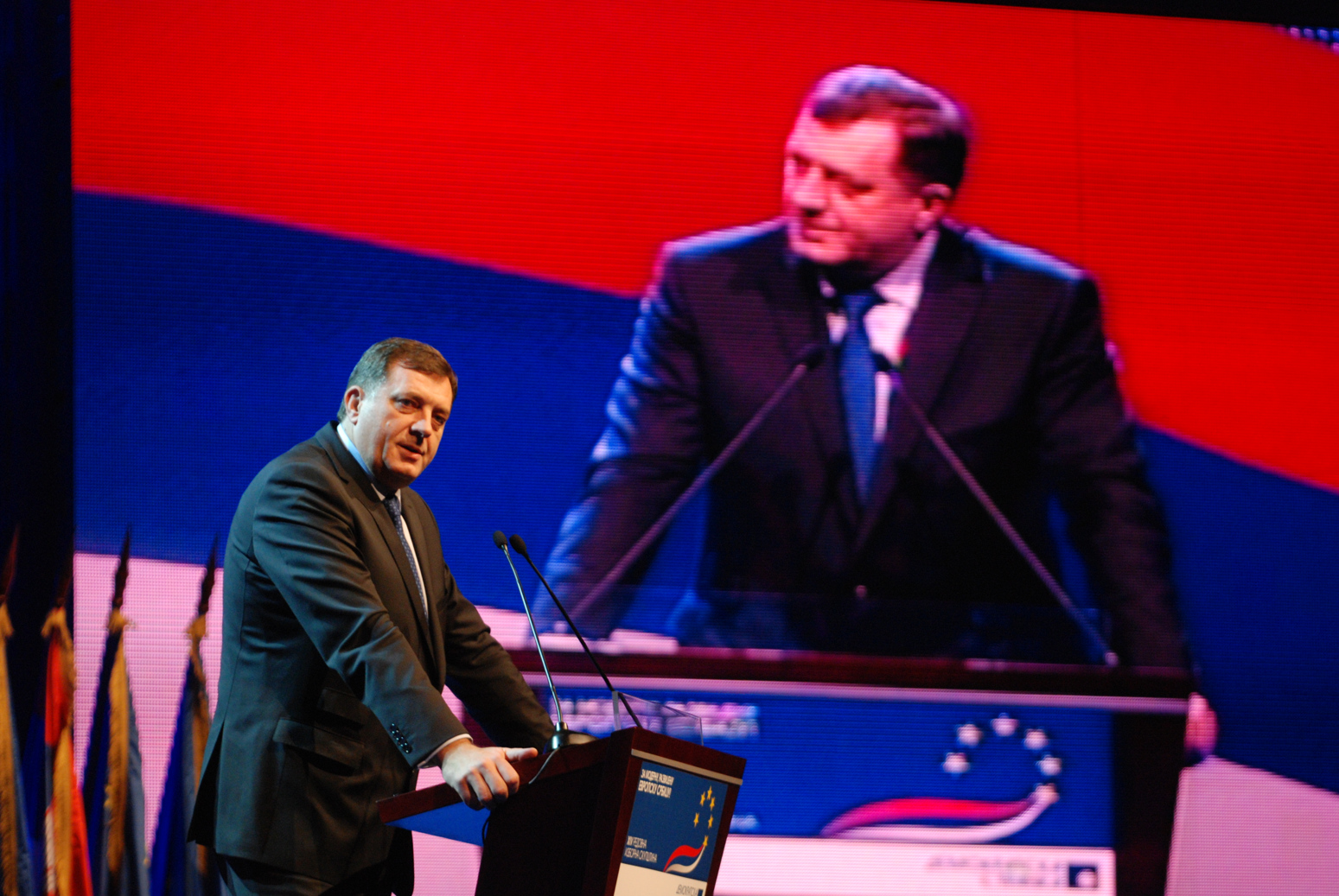
Мілорад Додік у 2010 році

Згідно з опитуванням боснійських сербів у листопаді 2010 року, проведене заснованим у Брюсселі « Галлап Балкан Монітор», 88 відсотків підтримали б референдум про незалежність Республіки Сербської від Боснії та Герцеговини. РС запропонувала референдум 2011 року щодо можливого виходу з боснійських установ, який був знешкоджений ЄС.
У 2012 році Додік передбачив незалежність Республіки Сербської. У 2013 році відбулися дискусії з цього приводу. Колишній глава Балканського ЦРУ Стівен Мейер заявив у 2013 та 2014 роках, що він вірить, що Республіка Сербська стане незалежною з часом, що Боснія та Герцеговина існує лише на папері, і люди повинні вирішувати самі.
Альянс незалежних соціал-демократів (SNSD), найбільша сербська партія в Боснії та Герцеговині, прийняв у квітні 2015 року резолюцію, згідно з якою асамблея РС оголосить референдум 2018 року про відрив від ФБІГ, якщо РС не зможе збільшити свою автономію. Боснійські юридичні експерти заявили, що хоча референдум (про державний суд та обвинувачення) «не послабить судову владу», він «дестабілізує країну». Партія демократичних дій (ПДР), найбільша партія Боснії, прийняла в травні 2015 року резолюцію, згідно з якою країна буде реорганізована у п'ять регіонів (без РС). У листопаді 2015 року Мілорад Додік заявив, що якщо Конституційний суд Боснії та Герцеговини не буде реформований, як він хотів, країна знаходиться в небезпеці.
Правда повідомила в січні 2016 року, що Додік сказав, що американські лобісти попросили US$ 1 мільярд в обмін на незалежність в 10 до 15 років. Аналітики Mic говорять, що РС стане незалежною до 2025 року. Згідно з аналізом BMI Research, "сербський устрій Боснії, Республіка Сербська (РС), навряд чи зможе досягти формальної незалежності протягом найближчих п'яти років через широку опозицію з боку ЄС та США, які не бажають бачити перекроювання балканських кордонів. РС могла б проголосити незалежність незалежно від цього, але вона ризикувала б бути дипломатично та економічно ізольованою ". У лютому 2016 року референдум суду РС був перенесений на невизначений термін. Американський аналітик з Балкан Даніель Сервер заявив у травні 2015 року, що РС ніколи не стане незалежною. 31 травня того ж року Додік заявив, що РС загрожує зникненням.
У грудні 2016 року Високий представник Валентин Інцко заявив, що «сепаратизм» (референдум про незалежність РС) змусить міжнародне «втручання». За словами Інцко, міжнародне співтовариство ніколи не визнало б незалежну РС; хоча він мав повноваження замінити Додіка, ті "часи минули. Сьогодні нам потрібні внутрішні рішення та відповідальність ".
У травні 2017 року Стівен Мейер (розглядаючи можливе створення Великої Албанії) заявив, що Боснія і Герцеговина «далека від об'єднаної країни», і передбачив погіршення відносин з РС. У липні він повторив, що «вона залишається країною лише за назвою; вигадка, яка є реальною лише у свідомості застарілих, здебільшого американських та деяких європейських дипломатів».
У червні та вересні 2017 року Додік заявив, що плани щодо проведення референдуму про незалежність у 2018 році були скасовані.
Член президентства Бакір Ізетбегович погрожував війною в листопаді того ж року, якщо Республіка Сербська вибере незалежність, заявивши, що Боснія і Герцеговина повинна визнати незалежність Косово. 22 листопада 2017 року це питання було розглянуто на телеканалі RTV BN Globalno.

### 2020-ті
У лютому 2020 року член Президії БіГ від сербів Мілорад Додік заявив, що Республіка Сербська взяла курс на вихід з Боснії та Герцеговини.

## Опитування
| Дата                  | Джерело                                 | Зразок                  | На користь | Проти   |
| --------------------- | --------------------------------------- | ----------------------- | ---------- | ------- |
| 15–21 червня 2007 р   |                                         | 1699 (992 РС, 707 ФБІГ) | 51%        | 46 %    |
| Листопад 2010 р       | Баллунський монітор Gallup              | Боснійські серби        | 88%        | 12 %    |
| 17–20 липня 2015 року | Центр соціальних досліджень та аналізів | 1414 (RS)               | 53.54%     | 15,34 % |